# Etiennea combreti
Etiennea combreti är en insektsart som först beskrevs av Hodgson 1969.  Etiennea combreti ingår i släktet Etiennea och familjen skålsköldlöss.
Artens utbredningsområde är Zimbabwe. Inga underarter finns listade i Catalogue of Life.